# Okříšky
Okříšky település Csehországban, a Třebíči járásban. Okříšky Pokojovice, Heraltice, Zašovice, Hvězdoňovice, Přibyslavice és Petrovice településekkel határos. Lakosainak száma 1996 fő (2024. január 1.).

## Népesség
A település lakosságának változását az alábbi diagram mutatja:
| Lakosok száma | 651  | 782  | 1102 | 1313 | 2141 | 2022 | 2058 | 2058 | 2010 | 1996 |
|               | 1869 | 1890 | 1921 | 1950 | 1980 | 2001 | 2017 | 2019 | 2022 | 2024 |